# Samuel Barrett
Samuel Alfred Barrett (Conway (Arkansas), 1879 - 1965) va ser un antropòleg i lingüista que va estudiar als amerindis dels Estats Units.

## Educació
Barrett va rebre els seus tres graus d'Universitat de Califòrnia a Berkeley: el primer el 1905, el segon el 1906 i un doctorat d'antropologia, fonètica i etnogeografia el 1908.

## Carrera
El sistema de Barrett de nomenar les llengües pomo va incloure set noms basats en termes geogràfics: pomo del nord-est, pomo del nord, pomo del sud, pomo de l'est, pomo central, pomo del sud-est, i pomo del sud-oest (ara més comunament conegut com a kashaya.) Aquesta nomenclatura ha estat criticat per suggerir que les diverses llengües pomo són dialectes d'una sola llengua, quan en realitat són mútuament inintel·ligibles, de manera que sós llengües diferents.
Barrett es va convertir en el director del Museu Públic de Milwaukee a Milwaukee.
El principal treball final de la seva vida va ser produir una sèrie de pel·lícules sobre els pobles del Nord de Califòrnia com els pomo, particularment els kashaya.

## Obres
- Barrett, Samuel Alfred. The Washo Indians, 1917 [Consulta: 24 agost 2012].